# New Wave (film)
New Wave è un film televisivo del 2008, diretto da Gaël Morel.
È stato trasmesso per la prima volta in Francia e Germania il 19 settembre 2008.

## Trama
In una cittadina della provincia francese, negli anni ottanta del XX secolo, Éric, uno studente introverso e solitario fa conoscenza di Romain, un adolescente aderente al movimento "new wave". Lontano dalla famiglia Éric, con l'aiuto dell'amico, scopre il movimento New Wave e decide di montare un video musicale per una sua canzone. Il loro incontro sarà determinante nell'economia della loro vita sociale.

## Produzione
Le riprese del film hanno avuto luogo dal 18 giugno al 13 luglio 2007 nella regione del Rodano-Alpi.

## Adattamento letterario
Una novelization del film, realizzata da Ariel Kenig e Gaël Morel ed intitolata New Wave, è stata realizzata nel 2008 ed editata dalle Éditions Flammarion.